# Темижбекское сельское поселение
Темижбекское сельское поселение — муниципальное образование в составе Кавказского района Краснодарского края России.
В рамках административно-территориального устройства Краснодарского края ему соответствует Темижбекский сельский округ.
Административный центр и единственный населённый пункт — станица Темижбекская.

## Население
| 2010  | 2012  | 2013  | 2014  | 2015  | 2016  | 2017  |
| ----- | ----- | ----- | ----- | ----- | ----- | ----- |
| 5778  | ↘5723 | ↗5765 | ↘5711 | ↘5706 | ↘5700 | ↘5677 |
| 2018  | 2019  | 2020  | 2021  | 2023  |       |       |
| ↘5647 | ↘5628 | ↘5598 | ↘5179 | ↘5153 |       |       |